# جسر الملك فهد
جسر الملك فهد هو جسر بحري يربط بين المملكة العربية السعودية ومملكة البحرين، يبلغ طول الجسر نحو 25 كيلو مترا وبعرض 23.2 مترا. يبدأ من جنوب مدينة الخبر السعودية حتى قرية الجسرة البحرينية، افتتح الجسر رسمياً في 25 نوفمبر 1986، والشيخ عيسى بن سلمان آل خليفة أطلق عليه اسم جسر الملك فهد وذلك أثناء الافتتاح نسبة إلى فهد بن عبد العزيز آل سعود، أسـهم هذا الجسر في تحقق العديد من الفوائد الاقتصادية والاجتماعية للبلدين الشقيقين -السعودية والبحرين- وكذلك لدول مجلس التعاون الخليجي. في يناير 2019 أعلنت المؤسسة العامة لجسر الملك فهد أن عدد المسافرين الذين عبروا الجسر خلال 32 عاما بلغ أكثر من 382 مليون مسافر بمعدل (74,000) مسافر يومياً، وفي العام نفسه سجل الجسر أعلى رقم عبور منذ افتتاحه في 1986، إذ بلغ عدد المسافرين في العام 2019 عن طريق جسر الملك فهد 2,918,993 مسافرا. وفي يوليو 2024 حصل الجسر على تصنيف الأربع نجوم في مجال السلامة على الطرق وفقاً لمعايير البرنامج الدولي لتقييم الطرق (iRAP).

## فكرة إنشائه
تعود فكرة إنشاء الجسر إلى عام 1965م، عندما قام الملك فيصل بن عبد العزيز آل سعود باستقبال الشيخ خليفة بن سلمان آل خليفة رئيس الوزراء البحريني خلال زيارة للمنطقة الشرقية، وقد أبدى الشيخ خليفة رغبته ببناء جسر يربط السعودية بالبحرين، الأمر الذي وافق عليه الملك فيصل وأمر بتشكيل لجنة مشتركة بين الدولتين لدراسة إمكانية تنفيذ مشروع جسر يربط بين البلدين. وبعد تولي الملك خالد الحكم في السعودية أكمل الاستشاريين والفنيين دراسة المشروع ومن ثم موافقة الملك خالد بن عبد العزيز بإنشاء الجسر، وقد بدأ العمل الرسمي في شهر رمضان عام 1401 الموافق 8\7\1981 م بالتوقيع مع الشركة الهولندية بلاست نيدام (بالهولندية: ballast nedam) في بناء الجسر وبدأ العمل الفعلي يوم 29 سبتمبر عام 1981، وتم تثبيت أول قاعدة من قواعد الجسور في يوم الأحد 27 فبراير 1982، بينما تم افتتاح الجسر يوم الأربعاء 1986/11/26م.

## إحصائيات
من ضمن الإحصائيات الضخمة التي سجلها الجسر التالي:
- يشمل الجسر 345 ألف متر مكعب من الإسمنت و25 ألف طن من الخرسانة المسلحة و 10 آلاف طن من الفولاذ مسبق الإجهاد، وهي كميات استخدمت في إنشاءات الركائز والقواعد الأساسية والتجسيرات.
- بلغ مجموع التربة التي رفعت خلال الإنشاءات حوالي 9.5 ملايين متر مكعب.
- بلغت تكاليف الكيلومتر الواحد من السدود الركامية المكونة للجسر 68 مليون ريال. كما استخدم لتثبيت دعامة واحدة بالجسر 6 كيلومترات من المواد الجوفية و 9 آلاف عينة و 16 ألف تجربة وعملية مختبرية و 8 آلاف صفحة لتسجيل النتائج. ووصل عدد القوى العاملة التي استخدمت بالجسر في ذروة عمليات التنفيذ خلال السنوات الأربع 1500عامل في البحرين.
- بلغ عدد المركبات منذ افتتاح الجسر 25,219,616 مركبة بمعدل يومي بلغ 4,989 مركبة، كما بلغ عدد المسافرين منذ افتتاح الجسر 64,759,261 مسافراً بمعدل يومي بلغ 22,971 مسافراً تبعا لإحصائية عام 2001 م

## الجزيرة الوسطية
تضفي الجزيرة الوسطية طابعاً سياحياً على الجسر، بسبب المرافق الترفيهية المنوعة التي تضمها، والتي تجعلها مقصداً للزائرين. وتقع الجزيرة الصناعية التي تتخذ شكل الساعة والمكونة من 4 سدود ركامية في منتصف الجسر، مما يعيد الأنفاس المحبوسة للعابرين حيث تحيط بها المياه ويصل عمقها في بعض الأماكن إلى 12 مترا. وتزدحم الجزيرة الوسطية للجسر بالزوار، الذين يقصدون المطاعم وخاصة المطعم في أعلى البرج المقام على الجهة السعودية من الحدود، وهناك برج مماثل له على الجهة البحرينية. ويمكن للجالس في المطعم أن يشاهد طلائع مدينة الخبر كالكورنيش والمباني إذا سمح له الطقس وصفاء الجو بذلك، كما يمكنه أن يستشف في الأفق جزيرة كبيرة هي البحرين. ومن الأماكن التي يسمح لمرتادي الجسر بالتنزه فيها الحدائق المقامة في محيط المركز الحدودي بين البلدين.

## التكلفة
مع أنه ليس أطول الجسور في العالم، إلا أنه هو الأطول في الشرق الأوسط كما أنه أكثر جسور العالم تكلفة حيث بلغت كلفة إنشائه 564 مليون دولار، لكنه في الوقت نفسه يعتبر أحد أهم المنجزات الحضارية على الصعيد المعماري في المنطقة في العصر الحالي كما أنه أهم جسر بحري في العالم يصل بين طرفي اليابسة حيث استغرق التفكير فيه والدراسات اللازمة له 25 عاماً واستغرق تنفيذه أربع سنوات ونصف السنة، ويبلغ طول الجسر نحو خمسة وعشرين كيلو متراً، ويبدأ من منطقة العزيزية جنوب منطقة الخبر.

## تطورات جسر الملك فهد

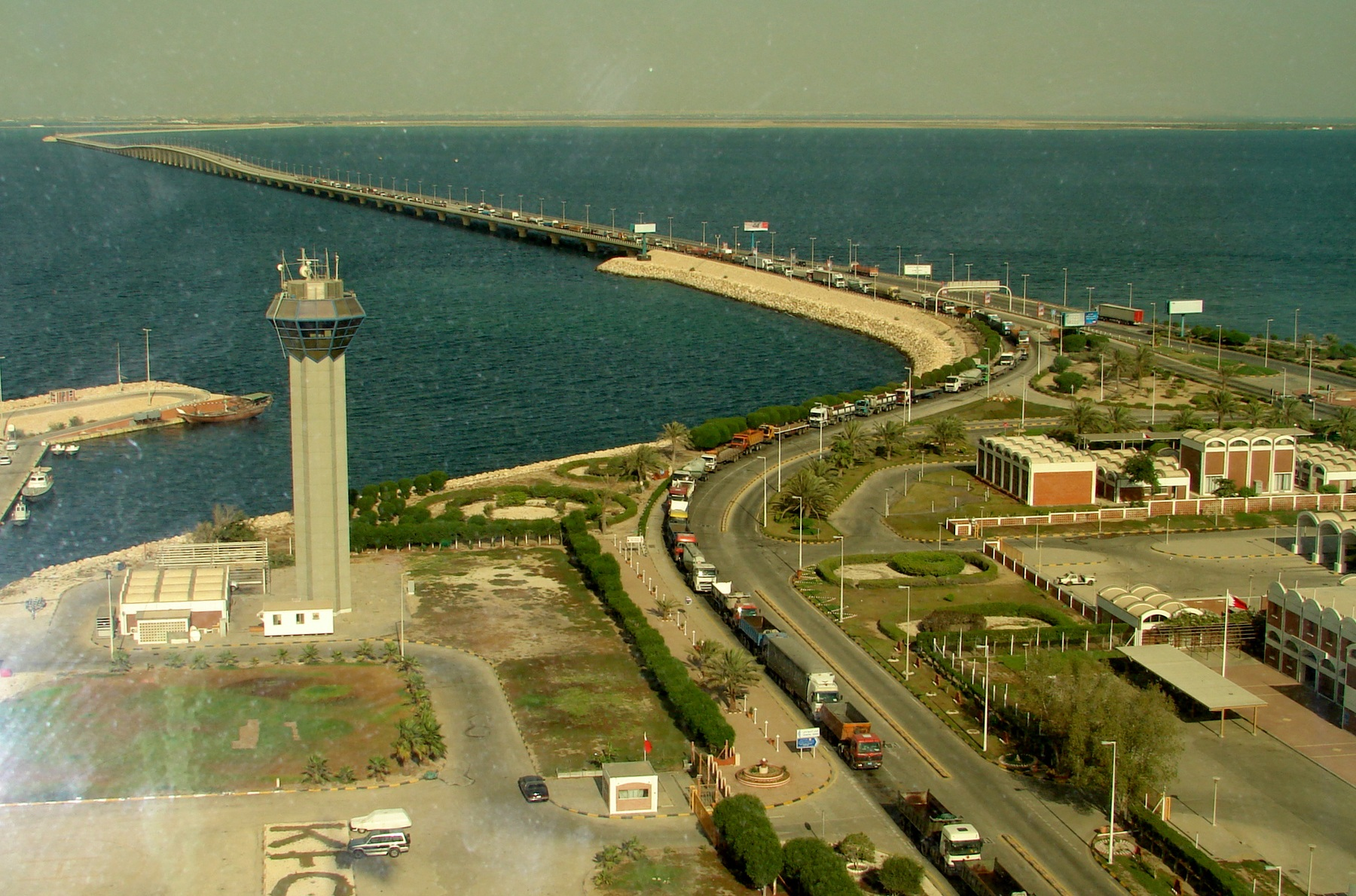
جسر الملك فهد

تقوم المؤسسة العامة لجسر الملك فهد بوضع الترتيبات والاستعدادات اللازمة خلال أيام العطل الأسبوعية والإجازات وكذلك خلال الأعياد والعطل المدرسية لتسهيل حركة النقل والانتقال عبر الجسر حيث يتم تشغيل جميع بوابات الرسوم -الأربعة- لتسهيل حركة العبور، كما تحاول المؤسسة العامة للجسر -داخل جزيرة الحدود بالجانبين السعودي والبحريني- تسهيل عبور المسافرين والزائرين للجسر على مدار أربع وعشرين ساعة في اليوم، وأن الاستعدادات مستمرة في مواجهة الازدحام وإن كانت متأخرة، كما تقوم المؤسسة بالتنسيق مع الإدارات العاملة بالجسر لمحاولة تسهيل حركة المسافرين.
كما تقوم المؤسسة العامة لجسر الملك فهد بمهمة إدارة منطقة الجسر والتشغيل والصيانة واستثمار المنطقة.
وتقوم المؤسسة من خلال بوابات العبور بتحصيل الرسوم المقررة على السيارة الصغير ب 25 ريالاً أمّا سيارة النقل والحافلة الصغيرة ب35 ريال وهناك الحافلة الكبيرة ب 50 ريال فيما يتم تحصيل 3 ريالات عن كل طن للشاحنات.
- رسوم عبور سيارات الطلاب وذوي الاحتياجات الخاصة والمترددين 20 *

## استخدام الجسر

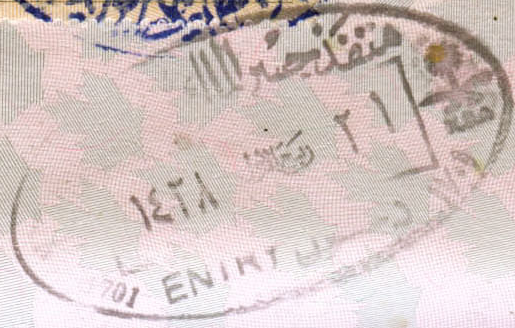
يصل الجسر بين البحرين والسعودية.

يعدّ هذا الجسر من أهم المنافذ على مستوى دول الخليج من حيث كثرة المسافرين.
وقد بلغ عدد المسافرين منذ افتتاح الجسر حتى نهاية العام الميلادي 2006م 136.913.280 مسافراً بمعدل يومي بلغ 18.658 مسافراً يومياً للاتجاهين. فيما بلغ المعدل اليومي خلال الثلاث السنوات الأخيرة 36.927 مسافراً يومياً للاتجاهين.
وباعتبار العام الميلادي 2006م يتم للجسر من افتتاحه 20 عاماً فقد تطورت الخدمات المساندة واللوجستية لتصل عدد المركبات التي عبرت بوابات الرسوم خلال العام 2006م 6.528.265 مركبة بمعدل يومي 17.886 مركبة بنسبة زيادة عن العام 2005م قدرها 13%.
أما عدد المسافرين في العام نفسه فقد بلغ 14.985.691 مسافراً أي بعدل يومي 41.057 مسافر يومياً بنسبة تغير بلغت 9%.
أما أعلى عدد للمسافرين منذ افتتاح الجسر فقد كانت في شهر فبراير الماضي حيث وصل المعدل اليومي إلى 45.965 مسافراً يومياً للاتجاهين بسبب مصادفة إجازة نصف العام الدراسي للدولتين.

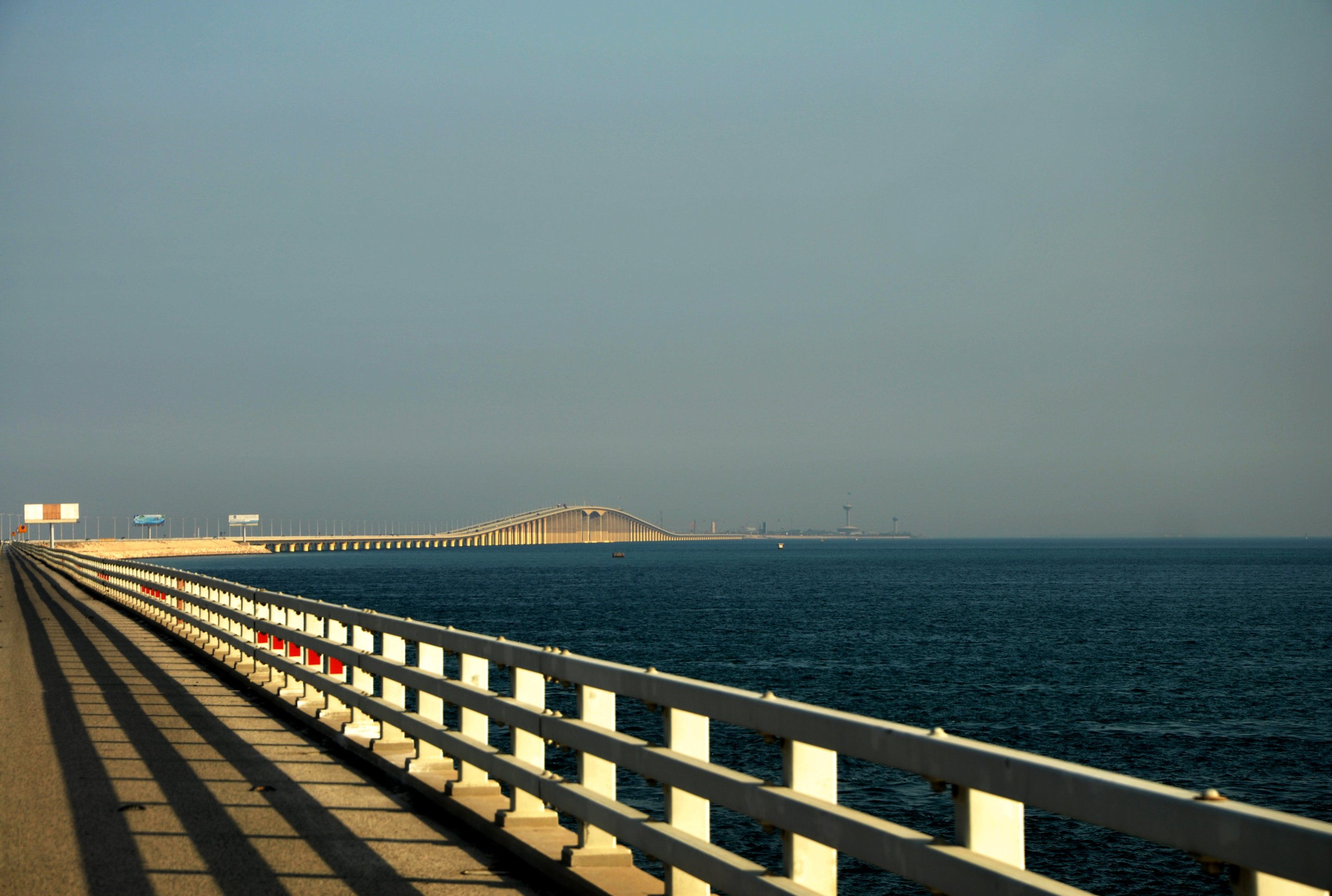
لقطة من أحد جوانب الجسر

## السياحة
تتميز الجزيرة الصناعية بأنها مقصد السياح من كلا الجانبين حيث تتكون من جزئيين مساحة كل منهما ستة كيلو مترات مربعة، تضم مطاعم متنوعة ومحلات تأجير السيارات وبنوكاً ومكاتب سفريات ومكاتب لشركات الاتصالات. بالإضافة إلى قاعة الضيوف، كما تشتمل على الحديقة التي تعتبر منتزه لزوار الجزيرة. كما ساهمت الخدمات التي وفرتها المؤسسة في سهولة الحركة على الجانبين والتي تتمثل في شق طريقين على جانبي الجزيرة صمما للمساعدة على سهولة وسرعة التدفق الضروري، هذا بالإضافة إلى معابر لسيارات الركاب تفصلها عن السيارات المخصصة للشحن. وهناك مجموعة من الأبنية ومجزآت علوية لتسهيل حركة السير والمرور ومناطق لوقوف السيارات ومعابر للمشاة.
بالإضافة إلى ذلك يوجد في الجزيرة الصناعية مكاتب للإدارات الحكومية والجمارك والجوازات والأمن العام وسلاح الحدود والدفاع المدني، وأبنية الإدارة العامة للجسر ومسجد والخدمات المرافقة ومعمل تحلية المياه ومعمل معالجة القاذورات ومهبط للطائرات المروحية. وتم إنشاء مركزي المعلومات بالجانبين لإيضاح المعلومات الموثقة عن إنشاء الجسر ومراحله والإحصائيات والأفلام والصور والمجسمات.

## مشروع التوسعة

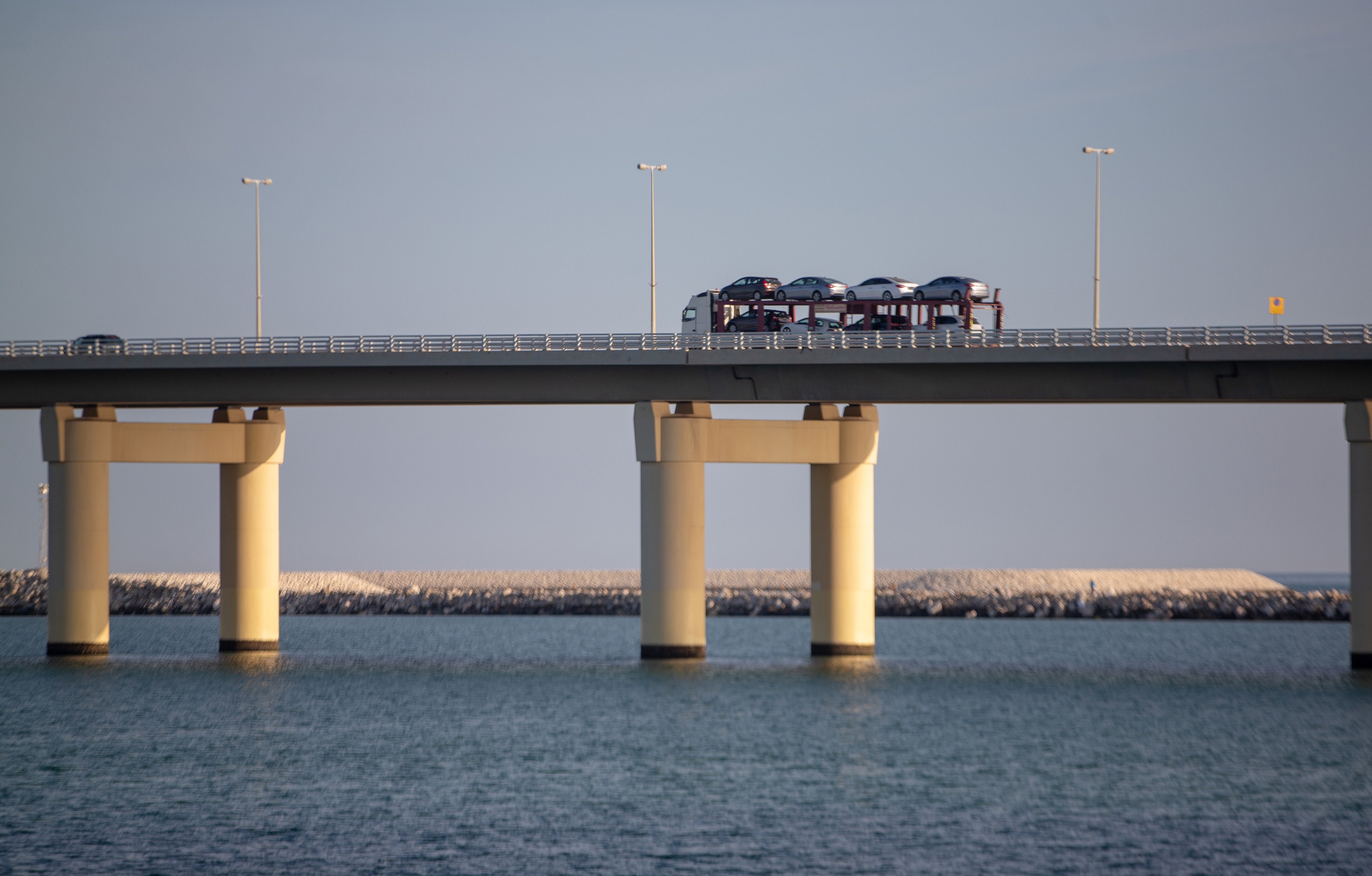
صورة لجسر الملك فهد في العام 2019

في عام 2008 قررت المؤسسة العامة لجسر الملك فهد توسعة المسارات الموجودة بالجسر لتسهيل حركة العبور بين الجانبين حيث كشف مدير عام الجمارك رئيس مجلس إدارة المؤسسة العامة لجسر الملك فهد صالح الخليوي أن تكلفة مشاريع توسعة الجسر والتي بدأ تنفيذها مؤخرا، تتجاوز 5ر62 مليون ريال.
وقال إن من شأن هذه المشاريع أن تزيد الطاقة الاستيعابية لمناطق المركبات بما لا يقل عن 350 % إلى جانب زيادة الطاقة الاستيعابية لمناطق الشحن بحدود 200 % وذلك في مدة لا تتجاوز الخمسة أعوام.
وذكر المسؤولين في البلدين البدء في تنفيذ المشاريع التوسعية للجسر بحضور جميع منسوبي المؤسسة العامة لجسر الملك فهد و مدير عام المؤسسة أن المشاريع التوسعية المراد تنفيذها في الجسر تشمل خطة قصيرة المدى وأخرى بعيدة.
وأوضح أن الهدف الأساسي من الخطة الأولى يتمثل في مواجهة الزيادات الكبيرة لأعداد العابرين بين المملكة والبحرين خلال الفترة السابقة حيث سجلت الإحصائيات للستة الأشهر الأولى من العام الجاري عبور نحو 250ر21 مركبة يومياً مقارنة ب7778 مركبة في عام 1999. كما بلغ عدد المسافرين لنفس الفترة 699ر48 مسافر يوميا مقارنة بـ 19,817 في عام 1999 وبلغ المعدل اليومي للشاحنات خلال هذا العام 1672 شاحنة يوميا مقارنة ب312 شاحنة في عام 1999م.
وبيّن أن الخطة تشمل توسعة جميع مناطق الإجراءات لكلا الجانبين السعودي والبحريني بنسبة نحو 70 % لجميع المناطق الحرجة. كما تتضمن إعادة استخدام الساحات القائمة بزيادة عدد المسارات في الحدود القصوى بعد الأخذ بالاعتبار إعادة تصميم الكبائن بصورة تسهم في الاستخدام الأمثل للساحات القائمة دون التأثير على النواحي الإجرائية.
وتشمل الخطة أيضا عدة آليات لتخفيف التكدس وتحسين الأداء في مناطق الإجراءات ومنها تفعيل آلية تطبيق النساء دون الحاجة من النزول من المركبة وكذلك توسعة المناطق الضيقة بالحد الأقصى المتاح وزيادة الإنارة وتركيب أنظمة مكافحة للحريق داخل هذه الساحات.
و في إطار الخطة ذاتها ستتم توسعة مناطق الشحن بالقدر المستطاع وزيادة مسارات الدخول والخروج مع إعادة تنظيم الساحات بصورة أفضل وتقديم الدعم المناسب لجميع الإدارات لزيادة الإنتاجية. وضمن ذلك يدخل تركيب أجهزة الأشعة للكشف على الشاحنات والتي سيتم تركيبها وتهيئتها للعمل خلال الأسابيع المقبلة.
وقال الخليوى إن مشاريع الخطة القصيرة المدى تتلخص في مشروع الجانب السعودي للركاب الذي تم البدء فيه خلال الشهر الجاري وبتكلفة 14 مليون و 823 ألف ريال وفترة تنفيذ ثمانية أشهر حيث تتضمن عناصر المشروع فيما يخص توسعة مناطق الإجراءات إنشاء 18 مسارا للجمارك مغادرة بدلا من 10 مسارات و 18 مسارا للجوازات مغادرة بدلا من 13 مسار وإنشاء 6 مسارات لمنطقة تطبيق الجوازات الأخيرة بدلاً من مسارين، إضافة إلى إنشاء 6 مسارات لتطبيق النساء مغادرة بدلاً من التطبيق في موقع واحد و17 مسارا للجوازات قدوم بدلاً من 10 مسارات و6 مسارات لتطبيق النساء قدوم بدلاً من التطبيق في موقع واحد إلى جانب توسعة ساحة التفتيش السعودية قدوم مع تخصيص منطقة جديدة خاصة بالتفتيش الدقيق وإنشاء 4 مسارات لمنطقة التدقيق الأخيرة للجمارك بدلاً من مسارين.

## وصلات خارجية
- موقع المؤسسة العامة لجسر الملك فهد